# Gymnastique artistique aux Jeux olympiques d'été de 1988
Navigation
Los Angeles 1984 Barcelone 1992

## Résultats hommes

### Concours par équipes
| Médaille                            | Nom | Pays               | Points  |
| ----------------------------------- | --- | ------------------ | ------- |
| Médaille d'or, Jeux olympiques      | Vladimir Novikov Vladimer Gogoladze Dmitriy Bilozerchev Valeriy Lyukin Vladimir Artemov Sergey Kharkov | Union soviétique   | 593.350 |
| Médaille d'argent, Jeux olympiques  | Ulf Hoffmann Andreas Wecker Sven Tippelt Ralf Büchner Holger Behrendt Sylvio Kroll                     | Allemagne de l'Est | 588.450 |
| Médaille de bronze, Jeux olympiques | Takahiro Yamada Hiroyuki Konishi Toshiharu Sato Daisuke Nishikawa Koichi Mizushima Yukio Iketani       | Japon              | 585.600 |

### Concours général individuel
| Médaille                            | Nom                 | Pays             | Points  |
| ----------------------------------- | ------------------- | ---------------- | ------- |
| Médaille d'or, Jeux olympiques      | Vladimir Artemov    | Union soviétique | 119.125 |
| Médaille d'argent, Jeux olympiques  | Valeriy Lyukin      | Union soviétique | 119.025 |
| Médaille de bronze, Jeux olympiques | Dmitriy Bilozerchev | Union soviétique | 118.975 |

### Finales par engins

#### Sol hommes
| Médaille                            | Nom              | Pays             | Points |
| ----------------------------------- | ---------------- | ---------------- | ------ |
| Médaille d'or, Jeux olympiques      | Sergey Kharkov   | Union soviétique | 19.925 |
| Médaille d'argent, Jeux olympiques  | Vladimir Artemov | Union soviétique | 19.900 |
| Médaille de bronze, Jeux olympiques | Lou Yun          | Chine            | 19.850 |
| Médaille de bronze, Jeux olympiques | Yukio Iketani    | Japon            | 19.850 |

#### Cheval d'arçons hommes
| Médaille                            | Nom                 | Pays             | Points |
| ----------------------------------- | ------------------- | ---------------- | ------ |
| Médaille d'or, Jeux olympiques      | Lyubomir Geraskov   | Bulgarie         | 19.950 |
| Médaille d'or, Jeux olympiques      | Zsolt Borkai        | Hongrie          | 19.950 |
| Médaille d'or, Jeux olympiques      | Dmitriy Bilozerchev | Union soviétique | 19.950 |
| Médaille d'argent, Jeux olympiques  | -                   | -                |        |
| Médaille de bronze, Jeux olympiques | -                   | -                |        |

#### Anneaux hommes
| Médaille                            | Nom                 | Pays               | Points |
| ----------------------------------- | ------------------- | ------------------ | ------ |
| Médaille d'or, Jeux olympiques      | Holger Behrendt     | Allemagne de l'Est | 19.925 |
| Médaille d'or, Jeux olympiques      | Dmitriy Bilozerchev | Union soviétique   | 19.925 |
| Médaille d'argent, Jeux olympiques  | -                   | -                  |        |
| Médaille de bronze, Jeux olympiques | Sven Tippelt        | Allemagne de l'Est | 19.875 |

#### Saut hommes
| Médaille                            | Nom            | Pays               | Points |
| ----------------------------------- | -------------- | ------------------ | ------ |
| Médaille d'or, Jeux olympiques      | Lou Yun        | Chine              | 19.875 |
| Médaille d'argent, Jeux olympiques  | Sylvio Kroll   | Allemagne de l'Est | 19.862 |
| Médaille de bronze, Jeux olympiques | Park Jong-hoon | Corée du Sud       | 19.775 |

#### Barres parallèles hommes
| Médaille                            | Nom              | Pays               | Points |
| ----------------------------------- | ---------------- | ------------------ | ------ |
| Médaille d'or, Jeux olympiques      | Vladimir Artemov | Union soviétique   | 19.925 |
| Médaille d'argent, Jeux olympiques  | Valeriy Lyukin   | Union soviétique   | 19.900 |
| Médaille de bronze, Jeux olympiques | Sven Tippelt     | Allemagne de l'Est | 19.750 |

#### Barre fixe hommes
| Médaille                            | Nom              | Pays               | Points |
| ----------------------------------- | ---------------- | ------------------ | ------ |
| Médaille d'or, Jeux olympiques      | Vladimir Artemov | Union soviétique   | 19.900 |
| Médaille d'or, Jeux olympiques      | Valeriy Lyukin   | Union soviétique   | 19.900 |
| Médaille d'argent, Jeux olympiques  | -                | -                  |        |
| Médaille de bronze, Jeux olympiques | Holger Behrendt  | Allemagne de l'Est | 19.800 |
| Médaille de bronze, Jeux olympiques | Marius Gherman   | Roumanie           | 19.800 |

## Résultats femmes

### Concours général par équipes femmes
| Médaille                            | Nom | Pays               | Points  |
| ----------------------------------- | --- | ------------------ | ------- |
| Médaille d'or, Jeux olympiques      | Svetlana Baitova Elena Chevtchenko Olga Strazheva Natalia Laschenova Sviatlana Bahinskaya Elena Shushunova | Union soviétique   | 395.475 |
| Médaille d'argent, Jeux olympiques  | Celestina Popa Camelia Voinea Eugenia Golea Gabriela Potorac Aurelia Dobre Daniela Silivaş                 | Roumanie           | 394.125 |
| Médaille de bronze, Jeux olympiques | Martina Jentsch Gabriele Fahnrich Ulrike Klotz Bettina Schieferdecker Dorte Thummler Dagmar Kersten        | Allemagne de l'Est | 390.875 |

### Concours général individuel femmes
| Médaille                            | Nom                  | Pays             | Points |
| ----------------------------------- | -------------------- | ---------------- | ------ |
| Médaille d'or, Jeux olympiques      | Elena Shushunova     | Union soviétique | 79.662 |
| Médaille d'argent, Jeux olympiques  | Daniela Silivaş      | Roumanie         | 79.637 |
| Médaille de bronze, Jeux olympiques | Sviatlana Bahinskaya | Union soviétique | 79.400 |

### Finales par engins

#### Saut femmes
| Médaille                            | Nom                 | Pays             | Points |
| ----------------------------------- | ------------------- | ---------------- | ------ |
| Médaille d'or, Jeux olympiques      | Svetlana Boginskaya | Union soviétique | 19.905 |
| Médaille d'argent, Jeux olympiques  | Gabriela Potorac    | Roumanie         | 19.830 |
| Médaille de bronze, Jeux olympiques | Daniela Silivaș     | Roumanie         | 19.818 |

#### Barres asymétriques femmes
| Médaille                            | Nom              | Pays               | Points |
| ----------------------------------- | ---------------- | ------------------ | ------ |
| Médaille d'or, Jeux olympiques      | Daniela Silivaş  | Roumanie           | 20.000 |
| Médaille d'argent, Jeux olympiques  | Dagmar Kersten   | Allemagne de l'Est | 19.987 |
| Médaille de bronze, Jeux olympiques | Elena Shushunova | Union soviétique   | 19.962 |

#### Poutre femmes
| Médaille                            | Nom              | Pays             | Points |
| ----------------------------------- | ---------------- | ---------------- | ------ |
| Médaille d'or, Jeux olympiques      | Daniela Silivaş  | Roumanie         | 19.924 |
| Médaille d'argent, Jeux olympiques  | Elena Shushunova | Union soviétique | 19.875 |
| Médaille de bronze, Jeux olympiques | Gabriela Potorac | Roumanie         | 19.837 |
| Médaille de bronze, Jeux olympiques | Phoebe Mills     | États-Unis       | 19.837 |

#### Sol femmes
| Médaille                            | Nom                  | Pays             | Points |
| ----------------------------------- | -------------------- | ---------------- | ------ |
| Médaille d'or, Jeux olympiques      | Daniela Silivaş      | Roumanie         | 19.937 |
| Médaille d'argent, Jeux olympiques  | Sviatlana Bahinskaya | Union soviétique | 19.887 |
| Médaille de bronze, Jeux olympiques | Diana Dudeva         | Bulgarie         | 19.850 |

## Tableau des médailles

### Hommes
| Rang  | Nation             | Or | Argent | Bronze | Total |
| ----- | ------------------ | -- | ------ | ------ | ----- |
| 1     | Union soviétique   | 8  | 3      | 1      | 12    |
| 2     | Allemagne de l'Est | 1  | 2      | 3      | 6     |
| 3     | Chine              | 1  | 0      | 1      | 2     |
| 4     | Bulgarie           | 1  | 0      | 0      | 1     |
| 4     | Hongrie            | 1  | 0      | 0      | 1     |
| 6     | Japon              | 0  | 0      | 2      | 2     |
| 7     | Corée du Sud       | 0  | 0      | 1      | 1     |
| 7     | Roumanie           | 0  | 0      | 1      | 1     |
| Total | Total              | 12 | 5      | 9      | 26    |

### Femmes
| Rang  | Nation             | Or | Argent | Bronze | Total |
| ----- | ------------------ | -- | ------ | ------ | ----- |
| 1     | Roumanie           | 3  | 3      | 2      | 8     |
| 2     | Union soviétique   | 3  | 2      | 2      | 7     |
| 3     | Allemagne de l'Est | 0  | 1      | 1      | 2     |
| 4     | Bulgarie           | 0  | 0      | 1      | 1     |
| 4     | États-Unis         | 0  | 0      | 1      | 1     |
| Total | Total              | 6  | 6      | 7      | 19    |

### Confondu
| Rang  | Nation             | Or | Argent | Bronze | Total |
| ----- | ------------------ | -- | ------ | ------ | ----- |
| 1     | Union soviétique   | 11 | 5      | 3      | 19    |
| 2     | Roumanie           | 3  | 3      | 3      | 9     |
| 3     | Allemagne de l'Est | 1  | 3      | 4      | 8     |
| 4     | Bulgarie           | 1  | 0      | 1      | 2     |
| 4     | Chine              | 1  | 0      | 1      | 2     |
| 6     | Hongrie            | 1  | 0      | 0      | 1     |
| 7     | Japon              | 0  | 0      | 2      | 2     |
| 8     | Corée du Sud       | 0  | 0      | 1      | 1     |
| 8     | États-Unis         | 0  | 0      | 1      | 1     |
| Total | Total              | 18 | 11     | 16     | 45    |